# 石川県西田幾多郎記念哲学館
石川県西田幾多郎記念哲学館（いしかわけんにしだきたろうきねんてつがくかん）は、石川県かほく市に所在する、哲学者西田幾多郎に関する文化施設である。

## 概要
西田は、現在はかほく市になっている加賀国河北郡森村の出身で、その遺徳を顕彰し、哲学の普及・啓発を図ることを目的として、2002年（平成14年）に当時の宇ノ気町が設置した。2004年（平成16年）の市町村合併後は、かほく市が運営している。前身は1968年（昭和43年）に設立された宇ノ気町立西田記念館である。

## 施設
施設の設計は安藤忠雄。日本海に面した内灘砂丘にあり、丘陵地の斜面を利用した広く長い階段庭園と、丘陵上に立つガラス張りの施設の外観が特徴である。2002年（平成14年）に石川県の「第9回いしかわ景観大賞」を受賞している。
建物は「哲学館」と「研修棟」からなる。哲学館は、地下1階、1階、2階にそれぞれ展示室があり、西田幾多郎の遺品や原稿、書などが展示されている。また、地下1階には「空の庭」と呼ばれる四方を壁に囲まれた天井のない吹き抜けがあり、四角に切り取られた空を見ながら思索に耽ることが想定されている。
研修棟は、地下1階にホール（哲学ホール）、1階に図書室、2階に喫茶室、3階に研修室（和室）、4階に研修室（会議室）、5階に展望ラウンジがある。また、地下1階に「ホワイエ」と呼ばれる円形の屋内空間があり、「空の庭」とは対照的に、ガラスの天窓から丸く切り取られた空を見ることができる。
大規模な改装を行い、2015年（平成27年）3月21日に新装開館した。
京都市左京区にあった西田の旧居が2016年に取り壊され、保管された木材を使って書斎が館内で復元され、2023年3月28日から一般公開されている。

## 文化財
登録有形文化財
- 西田幾多郎書斎骨清窟 - 2003年（平成15年）3月18日登録[8]

1923年（大正12年）に京都市に建てられた西田幾多郎邸の洋室部。1974年（昭和49年）に西田邸が取り壊される際、書斎「骨清窟（こっせいくつ）」が旧西田記念館の横に移築された。その後、2010年（平成22年）に石川県西田幾多郎記念哲学館の敷地内に修復・移築されたものである。
かほく市指定文化財
- 西田幾多郎真筆 - 1969年（昭和44年）4月1日指定[10]
- 西田幾多郎原稿 - 1969年（昭和44年）4月1日指定[10]
- 西田幾多郎書簡 - 1969年（昭和44年）4月1日指定[10]
- 西田得登書屏風六面 - 1969年（昭和44年）4月1日指定[10]

## 周辺施設
- かほく市うみっこらんど七塚 - 海と渚の博物館
- イオンモールかほく
- かほく市消防本部
- かほく市役所

## 交通アクセス
- JR七尾線宇野気駅から徒歩20分
- のと里山海道白尾インターチェンジから車3分

## 関連文献
- 上杉知行『西田幾多郎の生涯』燈影舎〈燈影撰書〉、1988年 ※旧西田記念館長による伝記